# Robenidina
La Robenidina es un antibiótico coccidiostático usado para el control de  coccidiosis, una enfermedad debilitante producida por protozoarios en aves de corral. Aunque hay otros antibióticos disponibles, la robenidina es importante en el manejo de la resistencia a los antibióticos ya que los agricultores rotan el uso de robenidina con otros antibióticos para tratar de preservar la eficacia de estos productos en la lucha contra las infecciones.